# محمد مجرشي (لاعب كرة قدم مواليد 1991)
محمد يحيى مجرشي ، من مواليد 20 مايو 1991م، وهو لاعب كرة قدم سعودي، يلعب حالياً في النادي الفيصلي.

## مسيرة اللاعب
شارك محمد مجرشي خلال بطولة كأس العالم للشباب في كولومبيا عام 2011م.
كانت بداياته مع النادي الأهلي على فترتين ولعب بعده لأندية نجران والتعاون و الفيصلي وأحد و الفتح و الفيحاء.

## مصدر
1. ↑  Profile نسخة محفوظة 04 أبريل 2017 على موقع واي باك مشين.

## وصلات خارجية
- محمد مجرشي على موقع إي إس بي إن إف سي (الإنجليزية)
- محمد مجرشي على موقع قاعدة بيانات كرة القدم.إي يو (الإنجليزية)
- محمد مجرشي على موقع Soccerway.com (الإنجليزية)

- Sofifa profile
- ESPN profile